# Uloma cantaloubei
Uloma cantaloubei – gatunek chrząszcza z rodziny czarnuchowatych i podrodziny Tenebrioninae.
Gatunek ten został opisany w 1962 roku przez Paula Ardoin, który jako miejsce typowe wskazał Yabassi.
Czarnuch o ciele długości 13-16 mm, ubarwionym brązowawo. Bródka u samca z wieńcem szczecin oraz szczecinami na środku. Ostatni widoczny sternit odwłoka wyraźnie obrzeżony. Wierzchołkowa część edeagusa dłuższa niż u U. foveicollis.
Chrząszcz afrotropikalny, znany z Kamerunu, Konga oraz Wybrzeża Kości Słoniowej.